# ويليام هنري بول
ويليام هنري بول (بالإنجليزية: William Henry Poole)‏ هو قسيس أمريكي، ولد في 19 فبراير 1876 في Glyndon, Maryland ‏ في الولايات المتحدة، وتوفي في 12 يونيو 1921 في بلوفيلد في الولايات المتحدة.